# 瓦卢瓦地区博讷伊
瓦卢瓦地区博讷伊（法語：Bonneuil-en-Valois，法語發音：[bɔnœj ɑ̃ valwa]）是法国瓦兹省的一个市镇，属于桑利斯区。

## 地理
瓦卢瓦地区博讷伊（49°17'5"N, 2°59'37"E）面积12.81 平方千米，位于法国上法蘭西大區瓦兹省，该省份为法国北部内陆省份，北起索姆省，西接厄尔省和滨海塞纳省，南至塞纳-马恩省和瓦兹河谷省，东临埃纳省。
与瓦卢瓦地区博讷伊接壤的市镇（或旧市镇、城区）包括：阿拉蒙、埃梅维尔、弗雷努瓦-拉里维耶尔、莫里安瓦勒、吕西-贝蒙、韦村。

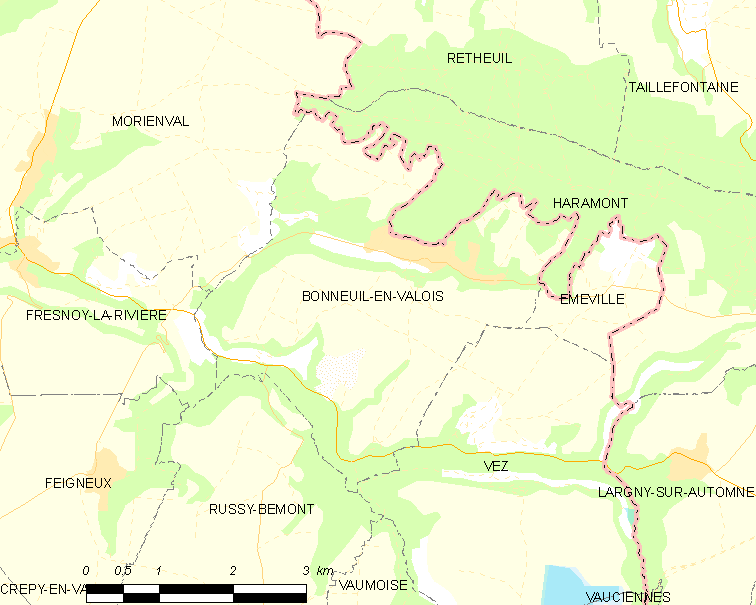
瓦卢瓦地区博讷伊的OSM定位图

瓦卢瓦地区博讷伊的时区为UTC+01:00、UTC+02:00（夏令时）。

## 行政
瓦卢瓦地区博讷伊的邮政编码为60123，INSEE市镇编码为60083。

## 政治
瓦卢瓦地区博讷伊所属的省级选区为瓦卢瓦地区克雷皮县。

## 人口

1962-2008年间瓦卢瓦地区博讷伊人口变化图示

瓦卢瓦地区博讷伊于2022年1月1日时的人口数量为976人。